# Ceferino Garcia
Cipriano Garcia, beter bekend onder zijn boksnaam Ceferino Garcia (Naval, 26 augustus 1906 – San Diego, 1 januari 1981) was een Filipijns bokser. Hij was de eerste Filipijnse wereldkampioen boksen ooit en de enige die een wereldkampioenschap in het middengewicht wist te bemachtigen. Garcia staat bekend als de uitvinder van de bolo punch (bolo stoot), maar de stoot werd mogelijk al eerder gebruikt door andere Filipijnse boksers.

## Biografie
Garcia werd geboren op 26 augustus 1906. Hij was het oudste kind van Fortunato (Porto) Garcia en Pascuala Pieras. Samen kregen zij nog vijf kinderen waarvan alleen de jongste de volwassen leeftijd niet bereikte. Garcia voltooide geen schoolopleiding, maar stond wel bekend als een goede smid. Op straat deed hij mee aan boksgevechten en was daarbij dusdanig gevreesd, dat uiteindelijk niemand met hem een gevecht aandurfde. Zijn bokscarrière begon toen hij tijdens zijn werk in een bakkerij in Cebu City een bokspromotor ontmoette.
Zijn professioneel boksersdebuut was op 5 mei 1923. Negen jaar lang bokste Garcia in de Filipijnen voor hij naar de Verenigde Staten vertrok, waar hij in 1932 zijn eerste gevecht bokste. Garcia bokste veel wedstrijden in die tijd. In het jaar 1933 maar liefst 33 keer. Hij won veel van zijn wedstrijden, maar verloor ook van roemruchte tegenstanders als Young Corbett III, Freddie Steele, Barney Ross en de Nederlander Bep van Klaveren.
Op 23 september 1937 vocht Garcia voor het eerst om een wereldtitel boksen, in het weltergewicht. Hij verloor het gevecht van Barney Ross door een unanieme jurybeslissing. Nadien won Garcia tien gevechten rij, waarna hij op 25 november 1937 opnieuw om een wereldtitel boksen in het weltergewicht mocht vechten. Ditmaal verloor hij door een unanieme jurybeslissing van de legendarische bokser Henry Armstrong. Twee jaar later slaagde Garcia er wel in om wereldkampioen te worden. Hij won het titelgevecht in het middengewicht tegen Fred Apostoli op 2 oktober 1939 in New York middels een KO. Nadien verdedigde hij zijn titel nog driemaal tegen, achtereenvolgens, Glen Lee, Henry Armstrong en Allen Matthews, totdat hij op 23 mei 1940 op punten verloor van Ken Overlin. Zijn laatste gevecht was uiteindelijk op 15 januari 1945. Zijn totaal aantal overwinningen is het grootste aantal uit de geschiedenis voor een Filipijnse bokser.
In 1977 werd Garcia opgenomen in de Boxing Hall of Fame van Ring Magazine. Ook werd hij in 1981 opgenomen in de World Boxing Hall of Fame. Na zijn bokscarrière had Garcia diverse baantjes om in zijn levensonderhoud te voorzien. In zijn laatste levensjaren was hij bartender in San Diego (Californië).
Garcia overleed in 1981 op 74-jarige leeftijd in San Diego.